# Ліки від старіння
Ліки від старіння (або геропротектори) — лікарські засоби, створення яких є одним з ключових, і очікуваних, завдань медицини і біотехнологій першої половини 21 століття. Процес старіння досліджується наукою геронтологією. Мета досліджень з геронтології — подолати можливі недоліки, пов'язані із старінням.

## Спроби збільшення тривалості життя
Докладніше — Збільшення тривалості життя, Омолодження.
Великою галуззю досліджень з геронтології (так звана біомедична геронтологія) є спроби збільшення тривалості життя, особливо людини.
Існує кілька можливих стратегій, за рахунок яких дослідники сподіваються зменшити швидкість старіння та продовжити життя. Перш за все, багато зусиль зосереджуються на дослідженнях у біології з ціллю уповільнити старіння та розробити ефективні методи омолодження тканин за допомогою стовбурових клітин, заміни органів (штучними органами або органами, вирощеними для цієї цілі, наприклад, за допомогою клонування) або хімічними та іншими засобами (антиоксиданти, гормональна терапія), які б впливали на молекулярний ремонт клітин організму. Проте, в наш час[коли?] значного успіху все ще не досягнуто і не відомо коли, через роки або десятиліття, відбудеться значний прогрес у цій галузі.

## Дослідження
Дослідження з біомедичної геронтології запропонували багато ліків та біологічно активних добавок для збільшення тривалості життя. Хоча жодна не показала помітного ефекту у клінічних випробуваннях, теоретично ці методи можуть опинитися корисними. Найпоширеніша ідея, що антиоксиданти (наприклад вітамін C, токоферол, ліпоєва кислота і N-ацетилцистеїн), прийняті як добавки до основної дієти, зможуть збільшити тривалість життя, засновуючись на впливі вільних радикалів на старіння.
Діабет нагадує прискорене старіння і пов'язаний з перехресним з'єднанням білків цукрами, переважно моносахаридами. Існує думка, що анти-глікаційні добавки (що запобігають утворенню моносахаридних перехресних зв'язків між білками), наприклад карнозин, піридоксамін, бенфотіамін і лізин, можуть уповільнити старіння.
Гормональна терапія (терапія заміни гормонів) — що намагається відновини рівні гормонів до рівня, характерного в молодості (перш за все соматотропного гормону (гормону росту), тестостерону, естрогену, прогестерону, мелатоніну, дегідроепіандростерону ДЕА і тироїдного гормону, концентрації яких знижуються з віком) — також пропонується як засіб зменшення ефектів старіння. Інші, менш популярні гормони, які також потенційно можуть бути корисними — окситоцин, інсулін, гонадотропін, еритропоетин та інші. Резвератрол — стимулятор Sir2 — також пропонується через успіх його використання для збільшення тривалості життя за рахунок імітації ефекту обмеження калорій на простих модельних організмах.
Багато інших харчових добавок показали позитивний ефект на деякі пов'язані із старінням умови та хвороби похилого віку. Наприклад селен, хром і цинк показали збільшення тривалості життя мишей. Метформін також можливо збільшує тривалість життя мишей.

## Наукова критика
Основна критика боротьби із старінням за допомогою хімічних речовин стосується не теоретичних можливостей методу, а засобів, що продаються зараз. Особливо це стосується антиоксидантів, прийняття яких як біологічно активних добавок як засіб проти старіння було широко розрекламоване протягом останнього часу.
Незважаючи на значні зусилля, витрачені на отримання доказів збільшення тривалості життя під впливом антиоксидантів, наприклад у роботах Денгама Гармана, було встановлене лише деяке збільшення середньої тривалості життя, але не максимальної. Деякі речовини, що не є антиоксидантами, прийняті у складі харчових продуктів (наприклад селен, хром і цинк) є більш ефективними і показали збільшення не тільки середньої, але й максимальної тривалості життя (хоча, щонайменш частково, цей ефект може бути результатом обмеженого розміру популяції). Проте, розрекламованими речовинами є не вони, а численні препарати переважно на основі антиоксидантів, жоден з яких не показав збільшення максимальної тривалості життя людини. У відповідь на «безпринципну спрагу наживи на продажі біологічно активних добавок і ліків проти старіння» група біогеронтологів почала активну «війну» проти наявних препаратів проти старіння, зокрема проти «Американської академії медицини проти старіння» (A4M), активного продавця цих препаратів. Найвідоміші вчені в галузі біогеронтології Джей Олчанскі, Леонард Гейфлік і Брюс Карнес написали відкриту програмну статтю проти них.

## Досягнення
Британський фармгігант GlaxoSmithKline(GSK) провів масштабні дослідження, завдяки яким  вже в найближчі 5 років можуть бути створені  препарати, здатні значно продовжити тривалість життя..